# Maranta noctiflora
Maranta noctiflora är en strimbladsväxtart som beskrevs av Eduard August von Regel och Friedrich August Körnicke. Maranta noctiflora ingår i släktet Maranta och familjen strimbladsväxter. Inga underarter finns listade.